# Lehnic
Lehnic (szlovákul: Lechnica) község Szlovákiában, az Eperjesi kerületben, a Késmárki járásban.

## Fekvése
Késmárktól 41 km-re északra, Szepesófalutól 4 km-re keletre, a Szepesi-Magura északi lábánál. Csak Alsólehnic felől közelíthető meg.

## Története
A falut a Berzeviczyek alapították a 13. század elején. 1272-ben „Lehnich”, 1319-ben „Lechnicz” néven írják, ekkor birtokosa, Kokos mester karthauzi szerzeteseket telepített ide. 1419-ben „Villa Nova Lechnicz”, alakban szerepel a korabeli forrásokban. A szerzetesek egészen 1563-ig működtek itt. 1612-ben palocsai Horváth György vásárolta meg a lechnici uradalmat. 1710 és 1782 között kamalduli remeték monostora működött a községben. 1787-ben 98 házában 574 lakos élt.
A 18. század végén Vályi András így ír róla: „LECHNICZA. Tót falu Szepes Várm. földes Ura a’ Religyiói Kintstár, az előtt az ottan vólt Camaldulensis Atyáknak birtokok vala, lakosai katolikusok, fekszik Bélához más fél mértföldnyire, legelője, és mind a’ két féle fája van, határja leg inkább tavaszi vetést terem.”
1828-ban 82 háza volt 598 lakossal. Lakói főként földműveléssel és  fuvarozással foglalkoztak.
Fényes Elek 1851-ben kiadott geográfiai szótárában így ír a faluról: „Lechnicz, tót falu, Szepes vmegyében, Dunajecz mellett, Galliczia szélén: 648 kath. lak., kik sok gyolcsot szőnek, lazaczczal kereskednek. Kath. paroch. templom. Az idevaló hegyeken sok fejér, vagy ugynevezett kristály-gyémántok találtatnak. F. u. az eperjesi püspök és káptalan, s a helység nevet ád egy uradalomnak. Ut. posta Késmárk.”
A trianoni diktátumig Szepes vármegye Szepesófalui járásához tartozott.
A korábbi mezőgazdasági jellegű település egyre inkább üdülőtelepüléssé alakul át.

## Népessége
| Év:            | 1994. | 2004.   | 2014.    | 2024.   |
| -------------- | ----- | ------- | -------- | ------- |
| Emberek száma: | 287   | 315     | 266      | 263     |
| Eltérés:       |       | +9,75 % | -15,55 % | -1,12 % |

| Év:            | 2023. | 2024.   |
| -------------- | ----- | ------- |
| Emberek száma: | 260   | 263     |
| Eltérés:       |       | +1,15 % |

1910-ben 564, többségben szlovák lakosa volt, jelentős lengyel kisebbséggel.
2001-ben 306 lakosából 301 szlovák volt.
2011-ben 280 lakosából 265 szlovák volt.

## Nevezetességei
- Az 1319-ben Kokos mester alapította Vöröskolostor a községtől északkeletre található. 1545-ig a karthauziaké, 1563-ban I. Ferdinánd király megszüntette. 1711-1782 között a kamalduli szerzetesrendé volt. 1782-ben II. József számolta fel. Ma nemzeti emlékhely.
- Római katolikus Szent Jodok plébániatemploma a 14. században épült, a 19. században átépítették.